# 요시카와 사오리 (모델)
요시카와 사오리(일본어: 吉川 さおり, 1985년 5월 6일 ~ )는 일본의 전직 그라비아 아이돌이다.

## 경력
아이치현 출신으로 2006년부터 요시카와 사오리 명의로 그라비아 아이돌로서 활동했다. 당시 소속사는 삼티 프로덕션이었다. 2007년에는 대한민국의 tvN에서 방송된 텔레비전 예능 프로그램인 《tvNGELS 시즌 3》에 출연했다.
2008년부터 2010년에 걸쳐 TV 도쿄에서 방송된 텔레비전 버라이어티 프로그램인 《도가 지나친 코지》에 제7대 야리스기걸의 한 사람으로서 정규 출연했다. 이외에도 TBS 텔레비전의 《오빌라지R》, TV 아이치의 《더블 식스 헌터》, 미에 TV·나라 TV의 《메르헨 프로덕션》 등에 고정 출연했다. 2010년 5월에 그라비아 아이돌에서 은퇴하고 사무소에서도 퇴소했다.
2012년부터 캠페인 걸이나 레이싱 모델 등으로서 활동했고 같은 해 10월에 예명을 요시미 사오(吉見 早央)로 바꾸면서 프리랜서 그라비아 아이돌로서 활동을 재개했다. 프로필은 그때까지 1987년생으로 했으나 1985년생으로 바꿨다. 이와 동시에 그와 친분이 있던 하나키 이요(花木 衣世)도 예명을 요시미 요시요로 고쳤는데 두 사람은 가공의 자매 유닛인 요시미 자매로 활동하게 된다. 2013년 7월에 두 사람이 각각 새사무소에 소속된 것을 계기로 듀엣도 해체되었다.
그의 소속사인 그래비티에 이름은 있지만 2014년 3월에 자신의 블로그, 트위터가 모두 업데이트가 정지된 것을 끝으로 모든 연예 활동을 접었고 사실상 은퇴했다. 2014년에 일반인과 결혼했으며 2015년 8월에는 첫 아이를 출산했다. 그는 나중에 요시카와 사오리로 예명을 바꾸면서 촬영회와 배포 앱을 중심으로 활동을 재개했다.